# Franziska Biner
Franziska Biner, née le 7 juillet 1986 à Zermatt, est une personnalité politique suisse, membre du Centre.
Elle est conseillère d'État du canton du Valais depuis mai 2025, à la tête du département des finances et de l'énergie.

## Biographie
Franziska Biner naît le 7 juillet 1986 à Zermatt, dans le canton du Valais. Elle grandit à Zermatt : son père est guide de montagne et sa mère gardienne de cabane.
Elle effectue son école secondaire en internat au lycée-collège Spiritus Sanctus de Brigue, puis des études en architecture à l'École polytechnique fédérale de Zurich. Souhaitant au départ travailler comme architecte en Suisse alémanique, elle décide — à la suite d'un accident — de rester dans son village et est embauchée par un bureau d'architecture zermattois,.
Elle est célibataire et n'a pas d'enfants.

## Parcours politique
Franziska Biner rejoint le parti démocrate-chrétien du Haut-Valais (CVPO, aussi appelé « les Noirs »), dont son oncle était président. Elle est élue en 2017 députée-suppléante au Grand Conseil, puis la législature suivante comme députée, mandat qu'elle termine en avril 2025.
En parallèle, elle est choisie comme présidente des Noirs en 2018. Elle est également élue vice-présidente de la commune de Zermatt lors des élections communales de 2024.
Décrite comme une députée « discrète », elle est avant les cantonales de 2025 peu connue dans le Valais francophone, mais s'impose comme candidate pour succéder au jaune du haut Roberto Schmidt. Finissant largement première avec 51 149 voix et dépassant la majorité absolue, elle devient la seconde femme conseillère d'État du canton. Après son élection, elle prend en charge le département des finances et de l'énergie (DFE).
Politiquement, elle se revendique comme libérale,.